# Sentinel-5 Precursor
Sentinel-5 Precursor ou Sentinel-5P est un satellite d'observation de la Terre de l'Agence spatiale européenne développé dans le cadre du programme Copernicus qui a été lancé le 13 octobre 2017. L'objectif du programme est de fournir aux pays européens des données complètes et actualisées leur permettant d'assurer le contrôle et la surveillance de l'environnement. Le satellite  Sentinel-5 Precursor doit garantir la continuité des mesures de l'atmosphère jusque-là à la charge d'ENVISAT et d'Aura en attendant le lancement des missions Sentinel-5 au début des années 2020. L'instrument unique de ce petit satellite de 900 kg est un spectromètre qui doit mesurer les quantités d'ozone, de méthane, de formaldéhyde, d'aérosols, de monoxyde de carbone, de NO2 et de SO2 dans l'atmosphère jouant un rôle dans la qualité de l'air, la couche de l'ozone et les processus climatiques. Le satellite circule  sur une orbite héliosynchrone et a une durée de vie minimale de 7,25 ans.

## Contexte

### Le programme Copernicus
Le satellite Sentinel-5 Precursor fait partie du programme Copernicus financé par l'Union européenne qui comprend d'une part un volet spatial géré par l'Agence spatiale européenne d'autre part le recueil de données in situ organisé depuis le sol, le traitement des données ainsi que la restitution de celles-ci sous forme de services adaptés aux utilisateurs. L'objectif est de mettre à disposition des pays européens de manière normalisée et continue des informations sur le sol, les océans, le traitement de l'urgence, l'atmosphère, la sécurité et le changement climatique. Le programme est en cours de mise en place.
Le segment spatial du programme repose en 2015 sur les instruments de nombreux satellites européens aux caractéristiques hétérogènes dont le plus emblématique était ENVISAT qui a cessé ses opérations en 2012. Pour remplacer et normaliser le recueil des données l'Agence spatiale européenne a décidé de développer 7 familles de satellites ou d'instruments : 
- les satellites Sentinel-1 doivent fournir une imagerie radar tout-temps, jour et nuit, à des fins d'observation du sol et des océans. Sentinel-1A a été lancé le 3 avril 2014. Sentinel-1B a été lancé le 25 avril 2016.
- les satellites Sentinel-2 qui fournissent l'imagerie optique haute résolution permettant l'observation des sols (utilisation des sols, végétation, zones côtières, fleuves, etc.) ainsi que le traitement des situations d'urgence (catastrophes naturelles...). Le premier exemplaire a été placé en orbite en juin 2015 et le deuxième en mars 2017.
- les satellites Sentinel-3 fournissent des données optiques, radar et altimétrique sur les océans et continents. Sentinel-3A a été lancé le 16 février 2016 et Sentinel-3B le 25 avril 2018.
- Sentinel-4 est constitué par des instruments embarqués comme charge utile sur les satellites météorologiques géostationnaires Météosat troisième génération (MTG) de EUMETSAT. Ils fournissent des données sur la composition de l'atmosphère. Le premier doit être lancé en 2021.
- Sentinel-5 : ces instruments fournissent également des données sur la composition de l'atmosphère. Ils doivent être embarqués comme charge utile sur les satellites météorologiques polaires MetOp-SG (MetOp deuxième génération) développés par EUMETSAT. Le premier satellite doit être lancé vers 2021.

### Sentinel-5 Precursor: une solution d'attente
La charge utile Sentinel-5 ne pouvant être placée en orbite que vers 2021 du fait du planning de développement du satellite porteur EPS-SG, l'Agence spatiale européenne a décidé au cours de la conférence interministérielle qui s'est tenue à La Haye (Pays-Bas) en 2008 la réalisation d'un petit satellite chargé de fournir des données équivalentes pour la période 2015-2020. Sur le plan scientifique il s'agit de poursuivre le recueil des données fournies jusque là par ENVISAT et l'instrument OMI du satellite Aura de la NASA. Le satellite est baptisé officiellement Sentinel-5 Precursor ou de manière informelle Sentinel-5 P. La construction du satellite est confiée à Airbus Defence and Space.
|                           | UVNS                                  | TROPOMI                               | UVN                                   | IAS                  | IRS                    |
| ------------------------- | ------------------------------------- | ------------------------------------- | ------------------------------------- | -------------------- | ---------------------- |
| Mission                   | Sentinel 5                            | Sentinel-5 Precursor                  | Sentinel-4                            | Sentinel 5           | Sentinel 4             |
| Satellite                 | MetOp-SG                              | Sentinel-5 Precursor                  | MTG                                   | MetOp-SG             | MTG                    |
| Mise en service           | 2021-                                 | 2017-2024                             | 2021-                                 | 2021-                | 2021-                  |
| Bande spectrale observée  | Ultraviolet-visible-proche infrarouge | Ultraviolet-visible-proche infrarouge | Ultraviolet-visible-proche infrarouge | Infrarouge thermique | Infrarouge thermique   |
| Orbite                    | Orbite basse                          | Orbite basse                          | Orbite géostationnaire                | Orbite basse         | Orbite géostationnaire |
| Fréquence échantillonnage | quotidienne                           | quotidienne                           | horaire                               | quotidienne          | horaire                |

## Objectifs
La mission de Sentinel-5P a pour objectif de mesurer la quantité de certains gaz et aérosols présents dans l'atmosphère terrestre (quantité et répartition) ayant un impact sur la qualité de l'air et le climat. L'instrument embarqué TROPOMI doit permettre de mesurer les gaz suivants : oxydes de brome, monoxyde de carbone, dioxyde de chlore, formaldéhyde, éthanedial, oxydes d'iode, méthane, anhydride sulfureux, dioxyde d'azote, oxygène  moléculaire et atomique, ozone, eau – dans les molécules semi-lourdes comportant un atome unique de deutérium – et certains aérosols. Pour la mesure des gaz à effet de serre dans le proche infrarouge l'instrument embarqué TROPOMI  présente l'avantage d'une résolution spatiale nettement supérieure aux instruments en orbite GOME-2 et GOSAT seulement dépassée par OCO-2 mais effectue un nombre d'observations 10 fois plus élevé que ce dernier.

## Caractéristiques techniques
Sentinel-5 Precursor est le cinquième satellite utilisant la plateforme AstroBus-L 250 M d'Airbus Defence and Space conçue pour les satellites d'une masse comprise entre 125 kg et 4 tonnes. Celle plateforme est un héritage du programme espagnol  SEOSat/Ingenio et des satellites SPOT-6, SPOT-7 ainsi que de deux autres satellites d'observation de la Terre. La plateforme de conception modulaire et son architecture dispose d'une tolérance aux pannes de chacun de ses composants. La fiabilité résultante est de 0,75 pour une durée de fonctionnement de 7 ans. 
Le satellite a une forme parallélépipédique. Sa masse au lancement est de 820 kg dont 220 kg pour le radar (y compris le radar) et 82 kg d'ergols. Sentinel-5P est stabilité 3 axes par un système similaire à celui utilisé sur le satellite KazEoSat-1.  La détermination de l'orientation est obtenue grâce à trois viseurs d'étoiles Hydra de la société Sodern, deux capteurs solaires, des centrales à inertie redondantes et des accéléromètres. Pour modifier son orientation, le satellite a recours à quatre roues de réaction et trois magnéto-coupleurs. Pour corriger son orbite, modifier son orientation et désaturer ses roues de réaction, le satellite dispose d'un système propulsif déjà employé sur de nombreux satellites de son constructeurs. Il est constitué de 4 petits propulseurs d'une poussée de 1 Newton organisés en paires redondantes et brûlant de l'hydrazine mis sous une pression compris entre 5,5 et 22 bars (impulsion spécifique comprise entre 205 et 221 secondes). Le satellite embarque 82 kilogrammes d'hydrazine.
Le satellite dispose de 3 panneaux solaires fixe d'une superficie de 6,3 m2 (3 panneaux de 1,75 × 1,24 mètre) fournissant 1 500 watts en fin de vie. L'énergie est stockée dans une batterie de 156 ampères-heures. La consommation moyenne est de 430 watts. Le satellite dispose d'une capacité de stockage des données de 512 gigabits. Les échanges de données se font en bande X avec un débit de 310 mégabits par seconde tandis que les télémesures et les commandes sont transmises en bande S avec un débit respectivement de 571 et 64 kilobits par seconde. L'ordinateur embarqué utilise un microprocesseur LEON3-FT cadencé à 32 MHz avec une puissance de 22 MIPS.

### Instrument TROPOMI

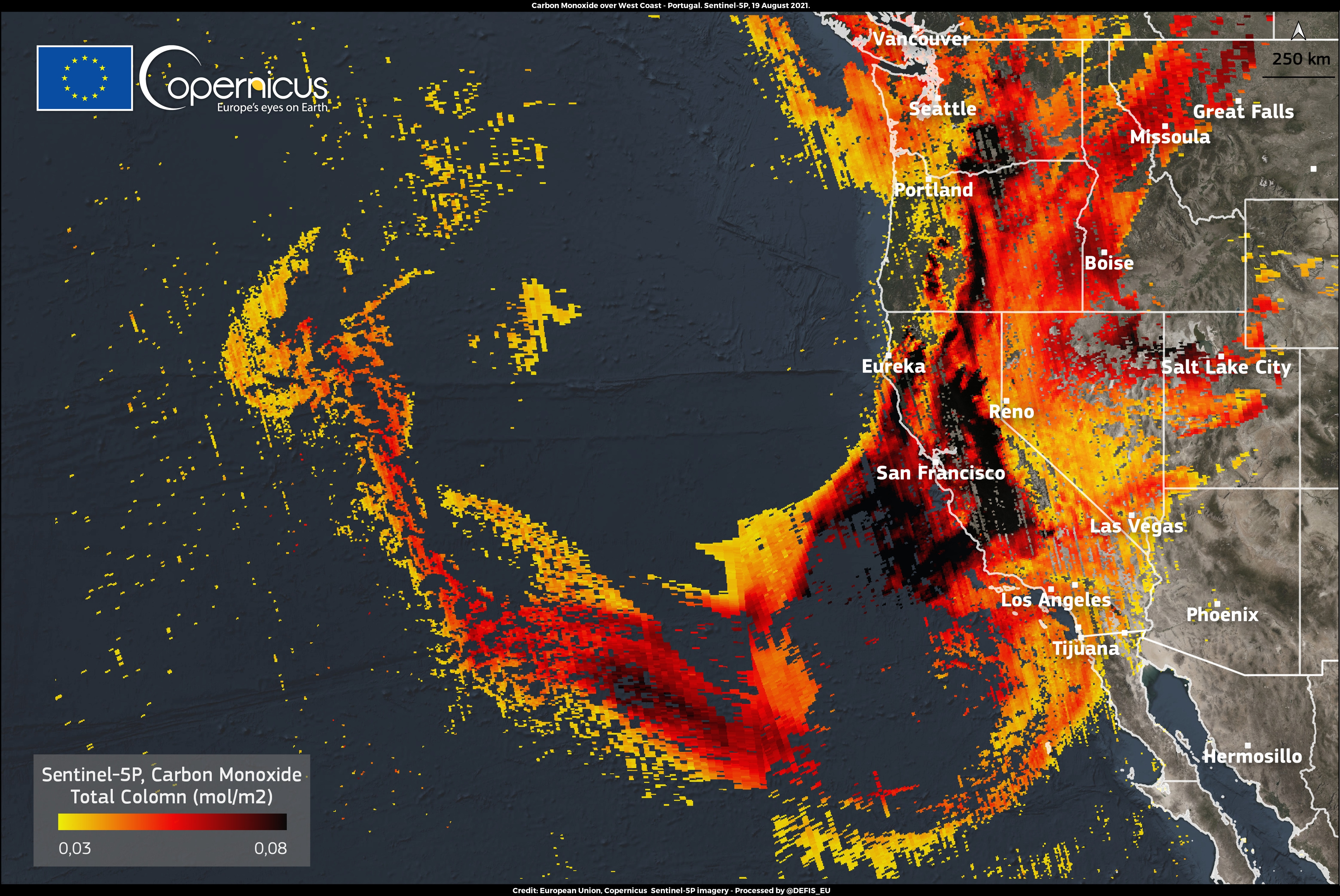
Cette image montre, vus par l'instrument TROPOMI, les taux de CO2 libérés sur la côte ouest des États-Unis par un mégafeu (données du 19 août 2021, du Sentinel-5 Precursor). Une période de sécheresse extrême et longue sur la côte ouest des États-Unis et du Canada a favorisé des « mégafeux ». Selon le service de surveillance de l'atmosphère Copernicus, les émissions de carbone des incendies de forêt actuels en Californie sont les plus élevées enregistrées depuis 2003 pour cette période de l'année. Brûlant une zone plus vaste que le Luxembourg, le « Dixie Fire » est l'un des incendies les plus graves et les plus étendus jamais enregistrés en Californie. L'incendie a débuté le 13 juillet et avait déjà brûlé 2831 km2 au 19 août, étant toujours hors de contrôle. En conséquence, le CO a atteint un pic de 0,08 mol/m² près de San Francisco et le panache invisible de CO couvre une superficie de plus de trois millions de kilomètres carrés, comme le montre l'image. Le monoxyde de carbone (CO) est toxique, et aussi un puissant gaz à effet de serre. L'instrument TROPOspheric Monitoring Instrument (TROPOMI) à bord du satellite Copernicus Sentinel-5P permet aux scientifiques de surveiller les niveaux de CO avec un niveau de détail sans précédent à l'échelle mondiale, avec un temps de revisite d'une journée.

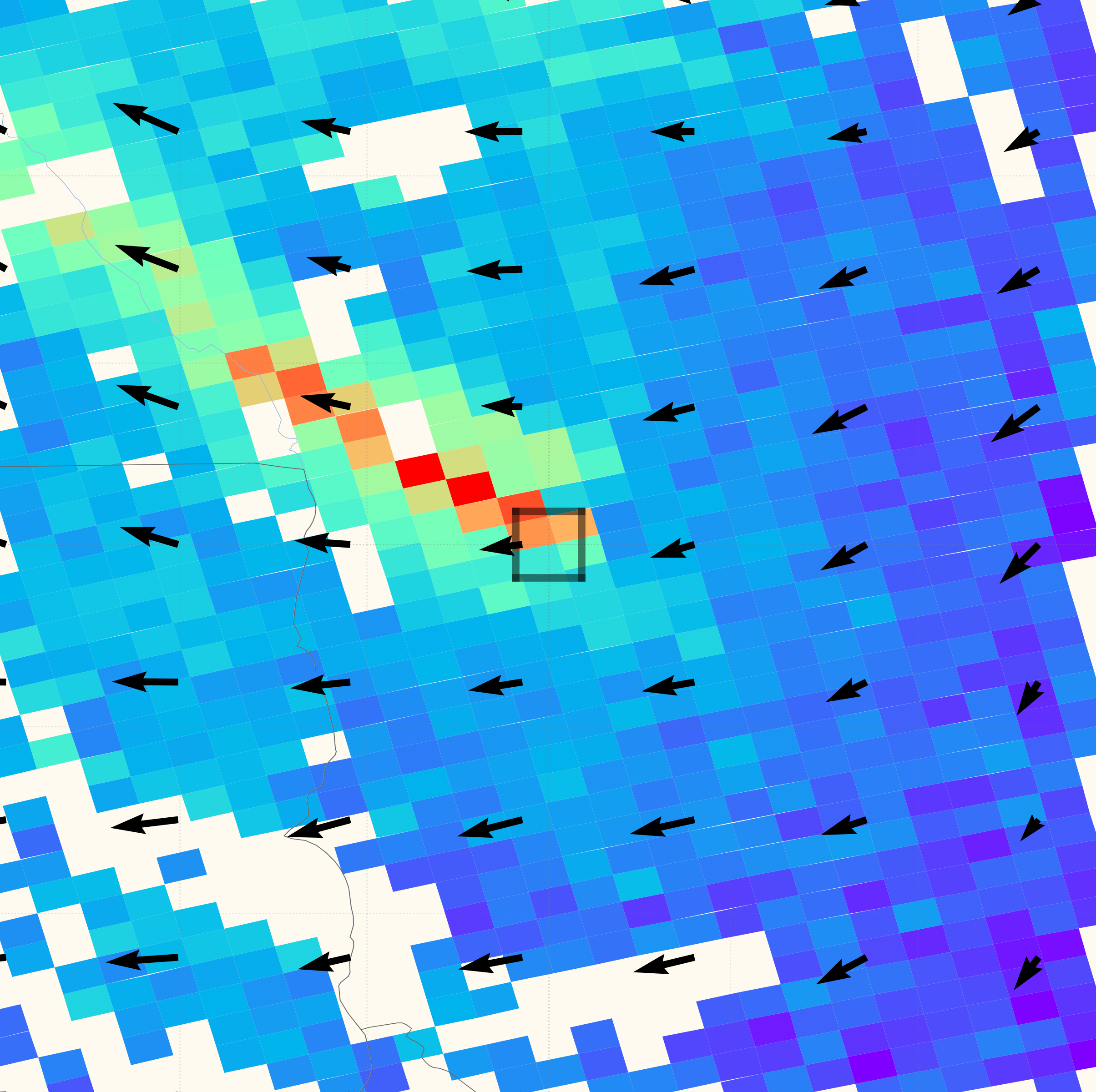
Vue détaillée, par TROPOMI, d'un panache inodore et invisible, à l’œil humain, de méthane, autre puissant gaz à effet de serre, ici libéré dans l'atmosphère par un forage pétrogazier au Turkmenistan le 22 août 2020.

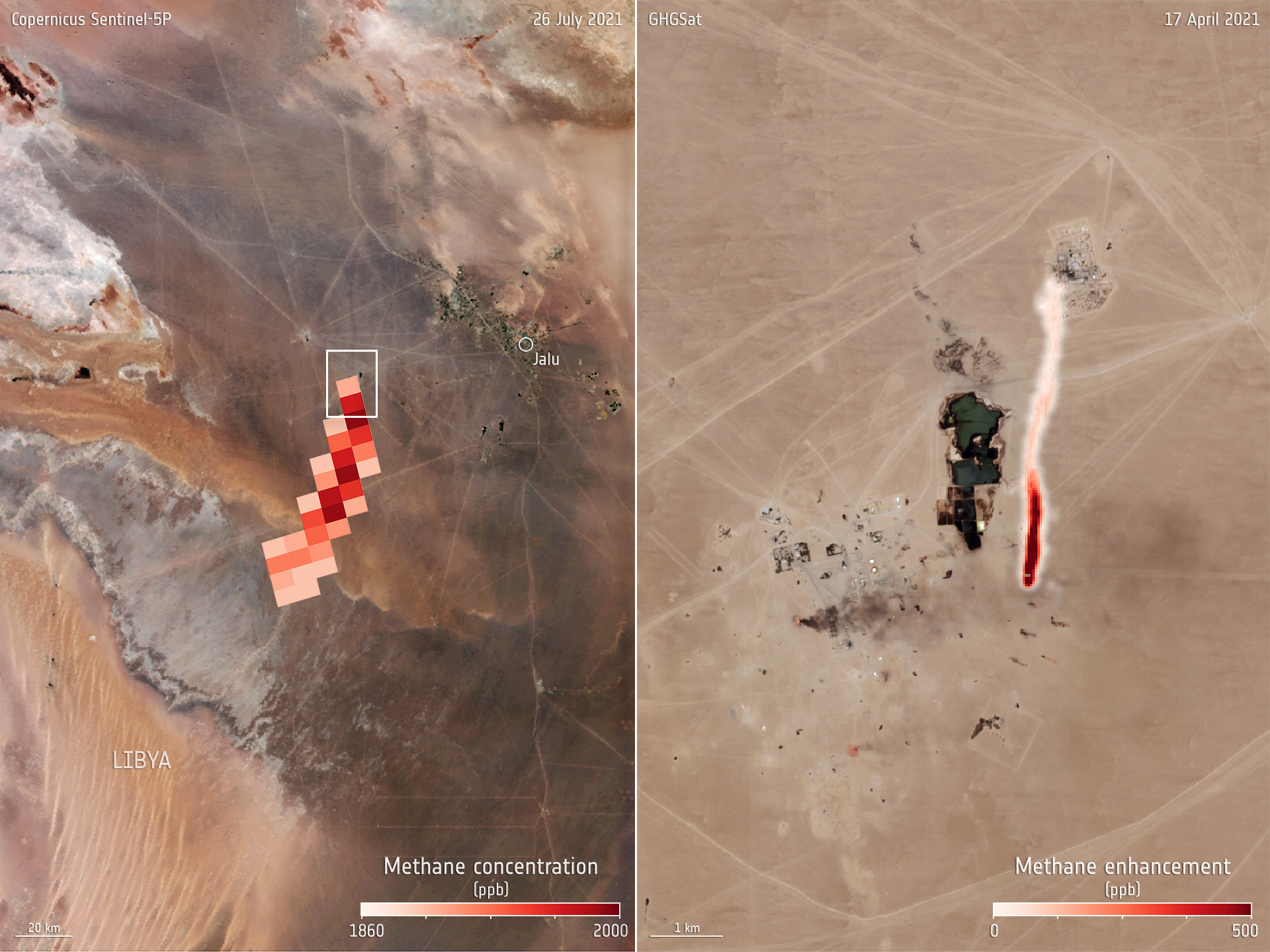
Exemples de panache de super-émetteurs de méthane détectés sur un site d'exploitation pétrolière en Libye, grâce à l'instrument TROPOMI du satellite Copernicus Sentinel-5P le 26 juillet 2021. Une seconde observation faite avec les satellites GHGSat, ciblée sur les coordonnées géographique de la détection de Tropomi, a montré que ce panache provient d'une installation de torchage défectueuse (non allumée). On note au passage que le panache sur l'une des image se dirige vers une petite zone habitée.

Sentinel-5P emporte un instrument unique TROPOMI (Tropospheric Monitoring Instrument) développé par plusieurs instituts de recherche hollandais dont l'Institut royal météorologique des Pays-Bas.
Ce spectromètre mesure les gaz et certains aérosols présents dans l'atmosphère terrestre et ayant un impact sur la qualité de l'air et la stabilité du climat, dont le monoxyde de carbone pour lequel on a encore peu de données. TROPOMI prend le relais des  instruments Sciamachy du satellite européen ENVISAT et OMI du satellite de la NASA Aura. 
Les mesures qu'il effectue viennent compléter les données  de l'instrument GOME-2 embarqué à bord du satellite météorologique européen MetOp. 
TROPOMI pèse 220 kg et consomme en moyenne 170 watts. Il utilise un capteur de type pushbroom (en) et couvre une bande spectrale allant de l'ultraviolet (UV1/UV2 et UVIS) à la lumière visible (VIS) ainsi que deux bandes dans l'infrarouge (NIR1/NIR2 et SWIR). La fauchée a une largeur de 2 600 km et la résolution spatiale dans le sens du vol est de 7 km.
| Bande spectrale | Longueur d'onde (nm) | Résolution spectrale (nm) | Échantillonnage spectral (nm) | Résolution spatiale (km²) | Rapport signal sur bruit | Commentaire |
| --------------- | -------------------- | ------------------------- | ----------------------------- | ------------------------- | ------------------------ | ----------- |
| UV1             | 270-300              | 0,50                      | 0,065                         | 21 × 28                   | 100                      |             |
| UV2             | 300-320              | 0,50                      | 0,065                         | 7 × 7                     | 100-1 000                |             |
| UVIS            | 310-405              | 0,55                      | 0,2                           | 7 × 7                     | 1 000-1 500              |             |
| VIS             | 405-500              | 0,55                      | 0,2                           | 7 × 7                     | 1 500                    |             |
| NIR1            | 675-725              | 0,50                      | 0,1                           | 7 × 7                     | 500                      |             |
| NIR2            | 725-775              | 0,50                      | 0,1                           | 7 × 1,8                   | 100-500                  |             |
| SWIR            | 2 305-2 385          | 0,25                      | < 0,1                         | 7 × 7                     | 100-120                  |             |

## Déroulement de la mission
Sentinel-5 Precursor est le 6e satellite Sentinel du programme Copernicus à devenir opérationnel. Il est placé en orbite le 13 octobre 2017 par un lanceur léger russe Rokot tiré depuis le cosmodrome de Plessetsk (Russie). Le satellite est placé sur une orbite héliosynchrone à une altitude de 824 kilomètres avec une inclinaison orbitale de 97,74°. Le satellite entre en service quelques semaines après son lancement une fois que le fonctionnement de ses équipements a été vérifié et que son instrument a été étalonné. Le cycle orbital est de 227 orbites (16 jours) mais du fait de la largeur du champ de vue, l'ensemble de la surface est balayée en 24 heures. L'heure locale de visite est 13h35. La durée de vie prévue est de 7 ans. La station de Svalbard est utilisée pour collecter les données scientifiques et les paramètres de fonctionnement du satellite.